# Orkestband
Een orkestband bevat een opname van de begeleiding voor een zanger of zangeres. Door gebruik te maken van een orkestband kan een artiest een live-uitvoering doen zonder dat er instrumenten en muzikanten nodig zijn. Een orkestband wordt ook wel een muziekband genoemd.
Sommige muzikanten zoals John Meijer maken bijvoorbeeld ook orkestbanden voor (beginnende) artiesten. 
De term "orkestbanden" stamt nog uit de tijd dat een producer een orkest of sessiemuzikanten liet komen om de begeleiding van nieuw op te nemen nummers in de studio te laten opnemen. De zanger of zangeres werd later in de studio uitgenodigd voor hun laatste aandeel waarna er gemixt kon worden.
Tegenwoordig wordt onder orkestbanden veelal verstaan de begeleidingsmuziek die een artiest of uitvoerder meeneemt naar een optreden. De artiest hoeft dus live niet door musici begeleid te worden, wat organisatorische en financiële voordelen kan hebben. 
Als medium wordt nog vaak de inmiddels enigszins verouderde minidisc gebruikt. Het grote voordeel van dit schijfje is, dat het zeer betrouwbaar en makkelijk te indexeren is vanwege de kleurtjes en de labeltjes die erop geplakt kunnen worden.
De geluidstechnicus zorgt tijdens het optreden dat de juiste orkestband wordt ingezet en zet de volgende startklaar. 
Orkestbanden worden gekocht of gemaakt in opdracht. Het voordeel van een orkestband laten maken is, dat de artiest een nummer helemaal naar eigen hand kan zetten wat betreft lengte, stijl, tempo etc.
Orkestbanden worden ingespeeld door studio's die de originele muziek weer noot voor noot moeten inspelen. De originele studio-opnamen zijn doorgaans niet beschikbaar vanwege eigendomsrechten, copyright enz.
Andere benamingen voor orkestbanden zijn; karaoke versies, karaokes, muziekbanden, begeleidingsbanden of playbacks.